# 新開幸一
新開 幸一（しんかい　こういち、1966年10月21日 - ）は、日本中央競馬会 (JRA) ・美浦トレーニングセンターに所属している調教師。神奈川県出身。

## 来歴
1993年4月、JRA競馬学校の厩務員課程入学。同年10月より、高橋祥泰厩舎で厩務員・調教厩務員を務める。同年12月、和田正道厩舎に移籍し、調教助手を務める。
2010年にJRA調教師免許試験に合格し、美浦トレセンで厩舎を開業する。
2018年1月21日に中山7Rで勝利し、JRA通算100勝を達成。
2023年、石田拓郎が所属騎手となった。

## エピソード
ライターの平松聡の記事で、新開が競馬とは無縁の家庭で育ったことや、大学受験の失敗を契機に、伝手もない中で北海道の牧場の門を叩いたこと、海外の厩舎で働いたことなどが綴られている。

## 調教師成績
|            | 日付           | 競馬場・開催  | 競走名         | 馬名               | 頭数 | 人気 | 着順 |
| ---------- | -------------- | ------------- | -------------- | ------------------ | ---- | ---- | ---- |
| 初出走     | 2010年10月24日 | 5回京都6日10R | 桂川S          | プレンティフェスタ | 18頭 | 16   | 12着 |
| 初勝利     | 2010年11月6日  | 5回東京1日8R  | 4歳以上500万下 | ナイトフッド       | 10頭 | 6    | 1着  |
| 重賞初出走 | 2012年3月4日   | 2回中山4日11R | 弥生賞         | タイセイスティング | 15頭 | 15   | 13着 |
| 重賞初勝利 |                |               |                |                    |      |      |      |
| GI初出走   | 2024年10月27日 | 4回東京8日11R | 天皇賞（秋）   | シルトホルン       | 15頭 | 14   | 15着 |
| GI初勝利   |                |               |                |                    |      |      |      |

## 主な厩舎所属者
- 石田拓郎（2023.3.1‐。騎手）